# Stephan Niklaus
Stephan Niklaus (* 17. April 1958) ist ein ehemaliger Schweizer Leichtathlet, der auf den Zehnkampf spezialisiert war. Seine 1983 erzielte Bestleistung bedeutete für rund 39 Jahre bis 2022 Schweizer Rekord in dieser Disziplin. 
1980 bei den Olympischen Spielen 1980 in Moskau wurde Niklaus Zwölfter mit 7762 Punkten (= 7721 Punkte nach der heute gültigen 1985er-Wertung). An den Weltmeisterschaften 1983 in Helsinki belegte Niklaus mit 8212 Punkten (= 8207 Punkte) den fünften Platz.
Bei den Schweizer Leichtathletikmeisterschaften gewann er 1983 den Titel im 100-Meter-Lauf, 1981, 1982 und 1983 wurde er Meister im Zehnkampf. Von 1981 bis 1983 verbesserte er den fünfmal den Schweizer Zehnkampf-Rekord, er war der erste Schweizer Zehnkämpfer, der die 8000-Punkte Marke übertreffen konnte. Am 2. und 3. Juli 1983 stellte er in Lausanne mit 8337 Punkten seine persönliche Bestleistung auf, die nach der Punktwertung von 1985 auf 8334 Punkte geändert wurden. 
Bei einer Körpergröße von 1,89 m betrug sein Wettkampfgewicht 90 kg. Sein Stammverein ist der Leichtathletik-Club Basel (LCB). Seit 1988 betreibt er im Raum Basel ein Fitnessstudio.